# Istanbul Challenger 1998
L'Istanbul Challenger 1998 è stato un torneo di tennis facente parte della categoria ATP Challenger Series nell'ambito dell'ATP Challenger Series 1998. Il torneo si è giocato a Istanbul in Turchia dal 27 luglio al 2 agosto 1998 su campi in cemento.

## Vincitori

### Singolare
Tomáš Zíb ha battuto in finale  Petr Luxa con il punteggio di 4–6, 6–2, 6–1.

### Doppio
Petr Luxa /  Eyal Ran hanno battuto in finale  Todd Larkham /  Chris Wilkinson con il punteggio di 6–4, 7–6.